# Oorsprong van de islam
De oorsprong van de islam behandelt het ontstaan van de islam vanaf de 7e eeuw tot aan het Kalifaat van de Omajjaden rond 750. 

## Pre-islamitisch Arabië
Het gebied waar de islam ontstond rond het jaar 630, kent een diverse religieuze geschiedenis. Naast resten van het oorspronkelijke inheemse polytheïsme, waren er joodse, christelijke en zoroastriaanse gemeenschappen. In de directe eeuw voor de opkomst van de islam waren het oosterse christenen die de religieuze meerderheid vormden in de gebieden rond Medina (Arabië), terwijl rondom Mekka het inheemse polytheïsme meer vertegenwoordigd was.

## Codificatie van de Koran
De Koran is in zijn huidige vorm waarschijnlijk ontstaan onder de derde kalief Uthman. Deze beval circa 650 de Koran te standaardiseren en alle oudere geschriften te vernietigen. In hoeverre deze versie verschilde van eerder overgeleverde versies is onduidelijk omdat deze slechts zeer beperkt zijn overgeleverd. Ook de mate van daadwerkelijke standaardisatie na Uthman staat ter discussie, aangezien diverse Koran-inscripties uit de 8e en 9e eeuw (waarvan de bekendste zich in de Al-Aqsamoskee bevinden) niet terug te vinden zijn en grote verschillen tonen met de huidige Koran.

## Historisch problematische periode
Verscheidene hierna te noemen westerse auteurs zijn tot de conclusie gekomen, dat de traditionele islamitische versie van de vroege geschiedenis van de islam (zeg de 7e eeuw na Chr.) problematisch is en niet strookt met archeologische en geschiedkundige bevindingen. De eerste schriftelijke islamitische bronnen dateren uit een periode, die 100-150 jaar ligt na de gebeurtenissen, waar ze naar verwijzen. Er zijn zeer weinig primaire bronnen uit de periode zelf. Geen enkel Arabisch geschrift uit die tijd zelf (in deze verder toch ook toen al gealfabetiseerde wereld) beschrijft Mohammed als persoon. Ook de koran, Mekka, moslims, of een godsdienst die islam heet worden in geen enkele bron (Arabisch of anders) genoemd. Het lijkt er niet op dat de Arabieren in naam van een nieuwe godsdienst de veroveringen deden. Er zijn enkele geschriften en inscripties uit die tijd, die de Arabische opmars beschrijven; de archeologische data zijn vaag. De geschiedenis van de islam lijkt dus in de eerste plaats mondeling te zijn overgeleverd tot ruimschoots na het begin van het Abassidisch kalifaat (dit wil zeggen na 750). Pas daarna werden de overleveringen door islamitische geleerden geschift en definitief geredigeerd. Zij deden dat in een extreem gepolitiseerde context, vlak na de omverwerping van de Omajjaden-dynastie en terwijl de groepen waaruit later de soennieten en sjiieten zouden ontstaan, naar buiten kwamen met rivaliserende versies van de geschiedenis van de islam.
Hedendaagse westerse niet-moslim geleerden hebben - anders dan islamitische geleerden - weinig vertrouwen in het werk van de Abassidische historici, en benaderen de klassieke islamitische verhalen met een wisselende mate van omzichtigheid. Zij zijn zich sterk bewust van de politieke schatplichtigheid van (vaak Abassisdische) geleerden.
Een groot probleem is dat de archeologie van het Arabisch Schiereiland volledig op slot zit door de opstelling van de machthebbers ter plaatse.

### Traditionele verzamelingen: biografie en Hadith
De moslimtraditie van de geschiedschrijving ontwikkelt zich te beginnen met de (re)constructie van het leven van Mohammed in de eeuwen na zijn dood. Gezien de vele met elkaar strijdige versies ontwikkelde zich een “wetenschap van de biografie, Hadith en Isnad” (keten van overlevering). De Hadith dient – in de visie van islamitische historici - terug te gaan tot Mohammed door een onafgebroken keten van overleveraars (isnad). De daarbij gevolgde methode werd later ook op andere islamitische figuren toegepast: na de biografie van Mohammed, de profeet werd de biografie geschreven van de vier Rechtgeleide Kaliefen (die verantwoordelijk waren voor de snelle uitbreiding van de islamitische heerschappij). Voor de islam is een correcte weergave van wat Mohammed gezegd heeft (isnad) van eminent belang en vandaar ook hun interesse in de biografie van Mohammed. Binnen de islam hebben deze geleerden groot gezag en de faam experts te zijn in de waarheidsvinding en eerlijkheid. De vroegste overgeleverde biografie is van Ibn Ishaq (704-767), dus minimaal een eeuw na 632, het (veronderstelde) overlijdensjaar van Mohammed.
De Hadith behandelt doen en laten van Mohammed en de aan hem toegeschreven uitspraken. De behandeling door moslimgeleerden kenmerkt zich door een systematisch inschalen van elementen van de overlevering in een betrouwbaarheidsschaal. In westerse ogen betreft het hier niet discussies tussen geschiedkundigen (er is vrijwel nooit toetsbaar bronnenmateriaal), maar van uitleggers en redacteuren, zeg theologen en wetgeleerden.
De Ahadith (meervoud van Hadith) zijn opgenomen in talloze verzamelingen, die veelal rond 800-850 zijn opgetekend. Kennelijk werd een nieuwe redactie c.q. uitgave steeds weer nodig geacht. De moslimgeleerden zagen ook, dat in de loop der tijd er veel verhalen over Mohammed waren bij verzonnen. Een zeer gerespecteerde uitlegger en 'redacteur' van de Hadith uit de negende eeuw was Al-Boechâri, een soennitisch geleerde. Samen met Moeslim, een andere Hadithgeleerde, legde hij collecties aan van 'zeer betrouwbare' Hadith. Als een Hadith in die van Al-Boechâri evenals in die van Moeslim voorkomt, gaan moslims ervan uit dat het een authentiek verhaal betreft. Beiden legden namelijk – in hun ogen - zeer kritische maatstaven aan voor het optekenen van een Hadith. Er waren circa 600.000 overleveringen over Mohammed in omloop, maar Al-Boechâri nam er slechts 7000 in zijn verzameling op; daarvan betreffen er 3000 varianten van dezelfde overlevering. Al-Boechâri en Moeslim hebben daarmee grote invloed gehad op de ontwikkeling van de islamitische wetgeving.
Als wetenschappelijk criterium leidt de daarbij door moslimgeleerden gevolgde methode (het bij elkaar sprokkelen van een zogenaamde overleveringsketen, de isnad) niet tot enig bewijs van historische authenticiteit. Integendeel zelfs, de scepsis is onverhuld. Men stelt bv: hoe completer de isnad (de overleveringsketen), hoe jonger en dus allicht ook onbetrouwbaarder is de overlevering (zie ook het artikel Tekstkritiek).

## Alternatieve westerse gezichtspunten

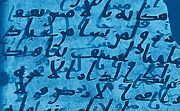
7e-eeuwse Koran uit Jemen (Sanaa). Tekst wijkt af van huidige Koran. Blijkt over eerdere versie van Koran heen geschreven.

De eerste westerse wetenschappelijke betrokkenheid op de islam betrof meestal christelijke en joodse vertalers en commentatoren. Zij vertaalden de gemakkelijk te verkrijgen soennitische teksten in de gangbare Europese talen. Het betreft hier de late 19e en vroege 20e eeuw.
In de jaren zeventig van de 20e eeuw verscheen een generatie van sceptische geleerden. Zij trokken veel van de tot dat moment geaccepteerde wijsheid in twijfel. Zij betoogden dat de islamitische historische traditie bij de mondelinge overdracht op grove wijze verminkt was. Zij probeerden om de vroege geschiedenis van de islam te corrigeren ofwel te reconstrueren uit andere naar men kan aannemen meer betrouwbare bronnen zoals munten, inscripties en niet-islamitische bronnen.
De eerste van deze groep was John Wansbrough (1928-2002). Hoewel niet onomstreden was hij in elk geval van belang omdat zijn scepsis navolgers vond bij een jongere generatie publicisten. Zij richten zich niet naar de Hadith. De verhalen worden indien mogelijk geanalyseerd op politieke schatplichtigheid (vaak ook in stamverband) van de verteller ten aanzien van zijn onderwerp. En dat geeft dan inzicht in de tendentieuze kant van de inhoud van het materiaal.
- Martin Hinds (1941–1988)
- Patricia Crone (* 1945 - 2015)
- Michael Cook

### Vroege geschiedenis islam:Patricia Crone
In 1977 hebben Crone en Cook Hagarism: The Making of the Islamic World, gepubliceerd, dat betoogde dat de traditionele versie van de vroege islam een geconstrueerde mythe is, die pas vorm heeft gekregen na de verovering van Egypte, Syrië en Perzië. Deze mythe was als ideologische ondersteuning en rechtvaardiging van het Abassidische regime, ruim een eeuw na het veronderstelde optreden van Mohammed geschreven.
De na de Arabische veroveringen geschreven Koran was niet de “drijfveer tot” maar het “gevolg van” die veroveringen. Hun bewijs betrof met name niet-islamitische bronnen, waarin de vroege geschiedenis van de islam wordt beschreven. Met name omdat dit werk zich volledig onafhankelijk maakt van alle moslimtradities heeft het een grote invloed gehad. Het is overigens niet helemaal duidelijk in hoeverre deze beide auteurs nu nog achter die standpunten staan. Zij hebben te maken met felle reacties uit de moslimwereld. In 2006 claimt Ali Khan dat zij hun werk hebben herroepen.
Maar de beide auteurs ontkennen noch bevestigen dat zelf.
In haar boek Meccan Trade And The Rise Of Islam, stelt Crone: Wat te denken als een verteller een rooftocht zou noemen, de volgende vertelt je de precieze datum en de derde heeft nog meer details? Waqidi (overleden 823) is zo’n historicus die jaren na Ibn Shaaq (overleden 768) altijd precieze data, omstandigheden etc. oplepelt die volledig ontbreken bij Ibn Shaaq. Men moet dan wel aannemen dat al deze aan Ibn Shaaq onbekende informatie, vals is. En als binnen twee generaties zoveel onjuiste informatie accumuleert, dan is het moeilijk om aan de conclusie te ontkomen dat zich nog meer onjuiste informatie moet hebben opgestapeld in de drie generaties tussen de Profeet en Ibn Ishaq .

### Opschriftstelling Koran:PuinenLuxenberg
De stelling dat de Koran pas laat in de vroege geschiedenis van de islam geschreven is en vervolgens ook uitvoerig geredigeerd wordt ondersteund door de ontdekking in 1972 van oude korans in een moskee in Sanaa in Jemen. De Duitse geleerde Gerd R. Puin onderzoekt deze Koranfragmenten al sinds jaren. Zijn researchteam maakte 35.000 foto’s op microfilm van de manuscripten. Puin heeft zijn werk nog niet volledig gepubliceerd. Maar hij heeft al verteld dat het om twee versies van de tekst gaat, die over elkaar heen zijn geschreven. Dat roept meteen de vraag op ten aanzien van het geloof van de moslims in de onveranderlijkheid van de Koran. Hij heeft de documenten gedateerd in de vroege 8e eeuw.
Een volledig andere invalshoek komt van Luxenberg (pseudoniem), een Duits geleerde ten aanzien van Semitische en Aramese talen. Hij publiceerde Die syro-aramäische Lesart des Koran: Ein Beitrag zur Entschlüsselung der Koransprache (2000). Hij betoogt dat de Koran veel dubbelzinnige zo al niet volledig onbegrijpelijke taal bevat. Moslimgeleerden schrijven veel commentaren in reactie op Luxenberg. Westerse niet-moslim geleerden doen dit ook, waarbij zij al te gemakkelijk vertrouwen op het werk van moslimgeleerden. Luxenberg betoogt dat arabisten de oude moslimcommentaren moeten negeren en zich moeten houden aan in het Westen aanvaarde linguïstische en historische methodieken. Mohammed bracht concepten naar zijn toehoorders, die voor hen nieuw waren en die hij had opgedaan in gesprekken met Arabische joden en christenen in Mekka en met de Syrische christenen (waar hij heen gereisd was). Als een bepaalde Korantekst onbegrijpelijk of duister blijft, dan blijkt het nuttig om die tekst te lezen als ware het Syrisch of Aramees. Ten tijde van de opschriftstelling was het Syrisch-Aramees de geschreven taal. Het Arabisch als schrijftaal bestond nog niet. Het als Syrisch-Aramees lezen geeft op veel plaatsen vaak een veel begrijpelijker tekst. Ook betoogt Luxenberg dat de Koran op oudere teksten gebaseerd is namelijk op in de Syrisch orthodoxe kerk gebruikte (Syrisch-Aramese) lectionaria.
Luxenberg schiet volgens zijn collega's weleens te ver door in zijn redeneringen, maar men is het erover eens dat zijn filologische benadering aandacht verdient en soms tot verrassende inzichten leidt.
Bekende niet-moslim arabisten zijn:
In het Engelstalig gebied
- Fred M. Donner
- Wilferd Madelung
- Gerald Hawting
- Jonathan Berkey
- Andrew Rippin
- G.H.A Juynboll

In het Nederlandstalig gebied;
- Hans Jansen
- Urbain Vermeulen

In het Duitstalig gebied:
- Luxenberg
- Gerd R. Puin

## Interviews
- Interview met Christoph Luxenberg: The Koran As Philological Quarry (Goethe Institute)
- Interview met Christoph Luxenberg: The Virgins and the Grapes: the Christian Origins of the Koran (origineel in Süddeutsche Zeitung, naar het Engels vertaald)
- Oude koranversies wijken sterk af, Trouw, 9 maart 2006
- Gemorrel aan het dogma van de Arabische Koran, Trouw, 16 maart 2006
- Sporen van islamitische kerstnacht, Trouw, 24 maart 2006

## Voetnoten
1. ↑  The Qur'an: an Encyclopedia door Oliver Leaman (2006) Routledge New York, pagina 136–139
2. ↑  Muhammad, door Michael Cooke (1983) pagina 74
3. ↑  Hagarism: The Story of a Book Written by Infidels for Infidels
4. ↑  Patricia Crone, Mecan Trade and the rise of Islam, (1987), pp. 223-224
5. ↑   Atlantic Monthly Journal, (en) Atlantic Monthly article: What is the Koran, januari 1999